# Wolfgang Rüdiger (Musiker)
Wolfgang Rüdiger (* 1957 in Mönchengladbach) ist ein deutscher Fagottist, Musikpädagoge und Musikwissenschaftler.

## Werdegang
Nach prägender Musikschullaufbahn und Orgeldienst an der evangelischen Johanneskirche in Mönchengladbach (Gründung des Gottesdienstes Wort und Musik zum Wochenschluss) studierte Wolfgang Rüdiger Schulmusik mit den Hauptfächern Klavier bei Ludger Maxsein und Fagott bei Axel Fürch sowie Analyse und Komposition bei Nicolaus A. Huber an der Folkwang-Hochschule Essen sowie Philosophie und Pädagogik an der Universität-Gesamthochschule Essen. In Freiburg schloss er ein Aufbaustudium Fagott bei Karl-Otto Hartmann und ein Promotionsstudium Musikwissenschaft bei Hans Heinrich Eggebrecht an.
1986 gehörte er zu den Mitbegründern des Ensemble Aventure, das sich zu einem der wichtigsten europäischen Ensembles für Neue Musik entwickelte und als dessen Fagottist er nach Übergabe der künstlerischen Leitung im Jahr 2022 bis heute tätig ist. Als Solist und Ensemblemusiker bereiste er viele Länder Europas, Asiens und Lateinamerikas. Zu den zahllosen ihm gewidmeten und von ihm uraufgeführten Kompositionen gehören Solo- und Ensemblewerke von Carola Bauckholt, Sidney Corbett, Violeta Dinescu, Nicolaus A. Huber, Max E. Keller, Rufat Khalilov, Thomas Lauck, Claus-Steffen Mahnkopf, Helmut Oehring, Michael Quell, Iris ter Schiphorst, José Manuel Serrano, Natalia Solomonoff, Pamela Soria, Gerhard Stäbler und Manfred Trojahn. Rüdiger hat bei vielen Rundfunk- und CD-Produktionen mitgewirkt und wiederholt Auszeichnungen und Preise erhalten.
1977–1982 unterrichtete er an der Musikschule Mönchengladbach, 1982 wechselte er an die Musikschule Freiburg, 1986 kam eine Lehrtätigkeit für Fagott, Methodik und Instrumentalpädagogik an der Hochschule für Musik Freiburg hinzu. 1998–2001 war er Professor für Musikpädagogik und Fagott und leitete den Studiengang Musikerziehung an der Hochschule für Künste Bremen. Seit 2001 ist Wolfgang Rüdiger Professor für Musikpädagogik und Instrumentaldidaktik und leitet die Studienrichtung Musikpädagogik an der Robert Schumann Hochschule Düsseldorf.
2003–2007 wirkte er als Sprecher der ALMS (Arbeitsgemeinschaft der Leitenden musikpädagogischer Studiengänge in der Bundesrepublik Deutschland), 2013–2016 und aktuell seit 2022 als Vorstandsmitglied des INMM (Institut für Neue Musik und Musikerziehung in Darmstadt). Seit 2021 ist er Mitglied des Leitungsteams und Dozent des berufsbegleitenden Lehrgangs „Führung und Leitung einer Musikschule“ an der Bundesakademie für musikalische Jugendbildung in Trossingen.
Im Bereich der Fortbildung widmet sich Rüdiger Themen wie musikalischer Atem und musikalischer Körper, Improvisation und Ensemblespiel oder Neue Musik, Musikvermittlung und Community Music. Er ist ständiger Mitarbeiter der Zeitschrift Üben & Musizieren und hat zahllose musikpädagogische und musikwissenschaftliche Fachaufsätze sowie eine Reihe von Fachbüchern vorgelegt.

## Publikationen (Auswahl)
- Musik und Wirklichkeit bei E. T. A. Hoffmann. Zur Entstehung einer Musikanschauung der Romantik (= Musikwissenschaftliche Studien. Herausgegeben von Hans Heinrich Eggebrecht. Band 12). Centaurus, Pfaffenweiler 1989, ISBN 3-89085-346-3. Zugleich Dissertation.
- Der musikalische Atem. Atemschulung und Ausdrucksgestaltung in der Musik. Musikedition Nepomuk, Aarau 1995, ISBN 3-907117-07-7.
- Gemeinsam mit Ortwin Nimczik: Instrumentales Ensemblespiel. Übungen und Improvisationen. Klassische und neue Modelle. Basisband und Materialband, ConBrio, Regensburg 1997, ISBN 3-930079-83-6.
- Als Herausgeber gemeinsam mit Rudolf-Dieter Kraemer: Ensemblespiel und Klassenmusizieren in Schule und Musikschule. Ein Handbuch für die Praxis. Wißner, Augsburg 2001, ISBN 3-89639-219-0.
- Gemeinsam mit Ortwin Nimczik: Teamwork! Sprache, Bild, Bewegung, Szene. Neue Musik für Schülerensemble. Schott, Mainz 2004, ISBN 3-7957-0495-2.
- Als Herausgeber gemeinsam mit Reinhard Gagel: Ensembleleitung Neue Kammermusik. Dokumentation und Arbeitshilfe des Modellprojekts. VdM, Bonn 2004, ISBN 3-925574-59-X.
- Der musikalische Körper. Ein Übungs- und Vergnügungsbuch für Spieler, Hörer und Lehrer. Schott, Mainz 2007, ISBN 978-3-7957-0587-9.
- Als Herausgeber: Musikvermittlung – wozu? Umrisse und Perspektiven eines jungen Arbeitsfeldes. Schott, Mainz 2014, ISBN 978-3-7957-0864-1.
- Ensemble & Improvisation. 20 Musiziervorschläge für Laien und Profis von Jung bis Alt. ConBrio, Regensburg 2015, ISBN 978-3-940768-54-4.
- Als Herausgeber: Instrumentalpädagogik – wie und wozu? Entwicklungsstand und Perspektiven. Schott, Mainz 2018, ISBN 978-3-7957-1496-3.
- Als Herausgeber: Lust auf Neues?! Wege der Vermittlung neuer Musik. Wißner, Augsburg 2020, ISBN 978-3-95786-225-9.
- Als Herausgeber gemeinsam mit Corinna Herr: Mensch – Musik – Wissenschaft. Festschrift für Volker Kalisch. Brill | Fink, Paderborn 2024, ISBN 978-3-7705-6790-4.

## Informationsbasis